# August Josef Hagemann

August Josef Hagemann

August Josef Hagemann (* 26. September 1875 in Hörstel; † 15. November 1950 in Osnabrück) war ein deutscher Politiker (MdR, MdL in Preußen) der Zentrumspartei.

## Leben und Beruf
August Josef Hagemann wurde als zweitältestes Kind der Heuerleute August Clemens Hagemann und Anna Maria Hagemann (geb. Ungruh) in Hörstel geboren. Er hatte sechs Geschwister, sein jüngerer Bruder Florenz Hagemann war von 1948 bis 1958 Amtsbürgermeister des Amtes Riesenbeck. Die Familie bewohnte eine Hälfte eines Doppelheuerhauses des Hofes Leugers in der Hörsteler Bauernschaft Hagenort. Er erlernte in Hopsten bei der Kesselschmiede Jasper das Schlosserhandwerk. Als Geselle arbeitete er u. a. in Düsseldorf, Bonn, Köln, Boppard und Mainz. Von 1900 bis zum Frühjahr 1908 war Hagemann als Schlosser bei der Eisenbahnwerkstätte Osnabrück beschäftigt. Schon früh in der katholischen Arbeiterbewegung aktiv, absolvierte er in Mönchengladbach beim „Volksverein für das katholische Deutschland“ einen Fortbildungskursus, um anschließend ab 1908 in Osnabrück als hauptberuflicher Arbeitersekretär die Geschäftsführung des Osnabrücker Diözesanverbandes der Katholischen Arbeitervereine und zugleich die Leitung des Arbeitersekretariats der christlichen Gewerkschaften zu übernehmen. Nebenamtlich betätigte er sich dabei als Parteisekretär der katholischen Zentrumspartei. Als Arbeitersekretär betätigte er sich bis April 1923, musste dann aber diese Funktion wegen der Überbeanspruchung durch seine politische Arbeit aufgeben, zumal diese Tätigkeit in der Inflationszeit auch den Lebensunterhalt seiner Familie nicht mehr sichern konnte. Im Krieg nur zweimal kurzfristig einberufen, wurde nicht zuletzt auch durch das Engagement Hagemanns die Mitgliederzahl der Katholischen Arbeitervereine im Regierungsbezirk erhöht. Hagemann konnte etwa auf einer Tagung in Osnabrück im Oktober 1920 einen Anstieg von 4514 auf 5509 Mitglieder verkünden. Trotz der Niederlegung seiner hauptberuflichen Tätigkeit für die Katholischen Arbeitervereine fungierte er aber nebenbei weiterhin bis 1927 noch als Arbeitersekretär.
Durch seine vorherige Beschäftigung ein versierter Spezialist für das Sozialversicherungssystem geworden, fand Hagemann 1923 durch Vermittlung des Osnabrücker Regierungspräsidenten Adolf Sonnenschein (1886–1965) im Regierungspräsidium eine Beschäftigung als Angestellter bei der mittleren Preisprüfungsstelle. Im Januar 1927 ernannte man Hagemann, inzwischen stellvertretender Vorsitzender und Leiter der mittleren Preisprüfungsstelle bei der Regierung in Osnabrück, nach Auflösung dieser Behörde zum Hilfsarbeiter im höheren Verwaltungsdienst im Oberversicherungsamt und am 1. Juli 1927 zum Regierungsrat im Regierungspräsidium.
Darüber hinaus hatte er von 1920 bis 1926 das Amt des Vorsitzenden des „Deutschen Gewerkschaftsbundes“ (DGB) Osnabrück ein, womit er den Dachverband der christlich-nationalen Gewerkschaftsgruppen der Stadt leitete. Der Gewerkschafter betätigte sich ferner von 1922 bis 1928 als stellvertretender Vorsitzender und seit 1929 als Vorsitzender des Ausschusses der Landesversicherungsanstalt Hannover. Die nationalsozialistische Machtübernahme hatte für Hagemann Ende März 1933 aufgrund des Gesetzes zur Wiederherstellung des Berufsbeamtentums seine Entlassung aus dem Staatsdienst ohne Pensionsanspruch zur Folge. Mit einer ausbezahlten Lebensversicherung kaufte er sich in eine kleine Osnabrücker Zigarrenfabrik ein, in der er während der Zeit des Dritten Reichs arbeitete. Nach dem gescheiterten Attentat auf Adolf Hitler (1889–1945) am 20. Juli 1944 wurde Josef Hagemann acht Tage in Osnabrück inhaftiert. Im Zuge der Wiedergutmachung berief man ihn 1946 wieder als Regierungsrat mit Pensionsberechtigung an das Osnabrücker Regierungspräsidium. Anfang 1950 erlitt er einen Schlaganfall, der ihn arbeitsunfähig machte.

## Politische Betätigung bis 1933
Bereits von 1909 bis 1919 nahm Hagemann die Position eines Bürgervorstehers (= Stadtrats) in Osnabrück ein, wobei er als Mitglied zahlreicher städtischer Fürsorgekommissionen maßgeblich an der Durchsetzung erster städtischer sozialer Hilfsmaßnahmen für die Arbeiterschaft mitwirkte. In der Zeit des Sturzes der Monarchie wirkte er tatkräftig daran mit, dass sich die katholische Arbeiterschaft aktiv am Aufbau der neuen Republik beteiligte. Neben diesbezüglichen Aufrufen in der Presse sorgte er etwa für die Etablierung des Arbeiterrats beim Georgs-Marien-Bergwerks- und Hüttenverein in Georgsmarienhütte unter Beteiligung der christlichen Arbeiterschaft.
Im Januar 1919 gelangte Hagemann als Repräsentant der katholischen Arbeiterschaft auf der Zentrumswahlkreisliste Weser-Ems in die Weimarer Nationalversammlung. Zur Reichstagswahl 1920 stufte man ihn allerdings auf Betreiben der emsländischen Zentrumspartei zugunsten des emsländischen Landwirts ä Theodor Pennemann (1861–1932) im Wahlkreis Weser-Ems auf den hier aussichtslosen dritten Listenplatz zurück. Die Ersetzung Hagemanns durch einen Großbauern löste im Lingener Raum gar die Gründung einer linkskatholischen Splitterpartei aus. Daher wurde der Osnabrücker Landtagsabgeordnete und Handwerksmeister Franz Langewand (1871–1952) veranlasst, sein Mandat in der verfassunggebenden Preußischen Landesversammlung niederzulegen, um die Unzufriedenheit bei den Kleinlandwirten und Arbeitern durch ein Landtagsmandat für Hagemann zu kompensieren. So gelangte Hagemann 1920 als Nachrücker in den ersten Preußischen Landtag, noch Landesversammlung genannt, in den er anschließend bis 1933 stets wiedergewählt wurde. Von August 1921 bis August 1922 gehörte Hagemann ferner dem Reichstag als Nachrücker für den verstorbenen Zentrums-Reichstagsabgeordneten Eduard Burlage (1857–1921) an. Sein Mandat legte er indes nach einem Jahr nieder, um der Handwerkerschaft durch den Schlossermeister Arthur Raschke (1883–1967) eine Vertretung ihrer Interessen innerhalb der Zentrumsfraktion zu ermöglichen.
Hagemann engagierte sich im Landtag sehr für eine Pachtschutzverordnung zugunsten der Kleinbauern und Heuerleute und für deren übrigen Anliegen. Es ist wesentlich ein Verdienst des Engagements Hagemanns, dass die katholische Arbeiterschaft und die Kleinbauern des Emslandes selbst in der Endphase der Weimarer Republik dem Zentrum weitgehend treu blieben.
Im Juni 1931 wurde der Regierungsrat als Beisitzer in den Vorstand der hannoverschen Zentrumspartei gewählt. In gleicher Funktion gehörte er dem Vorstand der Osnabrücker Zentrumspartei (zumindest Anfang 1933) an. Während der Zeit des 3. Reichs war Hagemann damit beschäftigt, seine Existenz zu sichern. In der NSDAP oder ihren Verbänden betätigte er sich nicht.

## Politische Betätigung nach 1945
Nach der Befreiung vom Nationalsozialismus gehörte er nach anfänglicher Sympathie für die Ziele der CDU zu den Wiederbegründern der Zentrumspartei im Regierungsbezirk Osnabrück, da er eine Zusammenarbeit mit ehemaligen Nazis und deren Unterstützern ablehnte. Im Mai 1946 wählte die Partei Hagemann zum 2. Vorsitzenden im Bezirk Osnabrück. Für die Deutsche Zentrumspartei war er als Herausgeber ihres niedersächsischen Parteiblatts „Das Zentrum im Lande Niedersachsen“ tätig. Hagemann war für die Partei als Versammlungsredner unterwegs und setzte sich für den Emslandplan ein.